# Ateleopus natalensis
Espèce
Ateleopus natalensis est un poisson Ateleopodiformes.

## Référence
Regan : New Fishes from Deep Water off the Coast of Natal. Annals & Magazine of Natural History Series 9-7 1921 pp 412-420